# 吉松十右衛門
吉松 光久（よしまつ みつひさ）は、戦国時代の武将。長宗我部氏の家臣。実名は十右衛門。

## 略歴
吉松氏は清和源氏、源為義の後裔で土佐国の国人。土佐郡に影響力を持つ泰泉寺氏の枝連衆。
はじめ土佐長岡郡を支配する本山氏に仕えて土佐郡朝倉の万々城主であり土佐郡朝倉の奥地を領していたがその後長宗我部元親の攻撃を受けて降伏し家臣となった。
後に元親の四女を娶り姻戚関係となり、備後守と称し活躍したといわれるが、永禄6年（1563年）に子・光勝が土佐郡大垣内城主となっていることから、早くに没したものと思われる。
父は吉松光義
子は吉松光勝(四十右衛門)